# Велика Мечетня
Вели́ка Мече́тня — село в Україні, у Кривоозерській селищній громаді Первомайського району Миколаївської області. Населення становить 1353 особи.

## Географія
Селом тече річка  Гнилюха.

## Населення
Згідно з переписом УРСР 1989 року чисельність наявного населення села становила 1390 осіб, з яких 618 чоловіків та 772 жінки.
За переписом населення України 2001 року в селі мешкали 1353 особи.

### Мова
Розподіл населення за рідною мовою за даними перепису 2001 року:
| Мова       | Відсоток |
| ---------- | -------- |
| українська | 97,34 %  |
| російська  | 1,33 %   |
| молдовська | 0,59 %   |
| румунська  | 0,15 %   |
| білоруська | 0,07 %   |
| інші       | 0,52 %   |

## Відомі особистості
В поселенні народилися:
- Котович Сергій Григорович — сержант Збройних сил України, учасник російсько-української війни.
- Обуховський Микола Миколайович (1986—2019) — прапорщик Збройних сил України, учасник російсько-української війни.
- Смеречинський Сергій Степанович — мовознавець.